# 德羅茲德尼
51°6′28″N 24°52′18″E / 51.10778°N 24.87167°E
德羅茲德尼（烏克蘭語：Дроздні），是烏克蘭的村落，位於該國西部沃倫州，由科韋利區負責管轄，始建於1521年，面積0.27平方公里，海拔高度180米，2001年人口729，人口密度每平方公里275.09人。